# MTV Movie & TV Award de la meilleure série télévisée
Le MTV Movie Award de la meilleure série (Best Show) est une récompense télévisuelle décernée chaque année depuis 2017 par MTV Movie & TV Awards. La catégorie a fait ses débuts en 2017 lorsque la cérémonie a commencé à célébrer conjointement le cinéma et la télévision sous le nom de Série de l'année (Show of the Year).

## Palmarès

### Années 2010
- 2017 : Stranger Things[1]
  - Atlanta
  - Game of Thrones
  - Insecure
  - Pretty Little Liars
  - This Is Us
- 2018 : Stranger Things[2],[3]
  - 13 Reasons Why
  - Game of Thrones
  - Grown-ish
  - Riverdale
- 2019 : Game of Thrones[4]
  - Big Mouth
  - Riverdale
  - Schitt's Creek
  - The Haunting

### Années 2020
- 2021 : WandaVision[5]
  - The Boys
  - La Chronique des Bridgerton
  - Cobra Kai
  - Emily in Paris